# Josef Chavanne
Pour les articles homonymes, voir Chavanne.
Josef Chavanne ou Joseph Chavanne, né à Graz le 7 août 1846 et mort à Buenos Aires le 7 décembre 1902, est un géographe, explorateur et météorologue austro-hongrois, — entre autres au Congo et en Afrique centrale. Il a notamment participé à une expédition au Congo pour le compte de l'Association internationale africaine (AIA) et a cartographié le cours inférieur du fleuve Congo.

## Biographie
Joseph Chavanne, né à Graz le 7 août 1846, est d'origine belge. Il est le fils de Charles-Antoine Chavanne, colonel du génie dans l'armée autrichienne, et de Cornelia Albrecht. Son père a construit les fortifications de Plaisance en Italie. Son grand-père, Jean Joseph Chavanne, né à Charleroi, était également colonel du génie dans les armées autrichiennes et a participé au siège de Charleroi en 1794. Joseph Chavanne épouse Gabrielle Komtenovitch le 5 janvier 1879 et, en secondes noces, Eugenia Weiller en 1891.
Joseph Chavanne fait des études universitaires à Graz et à Prague. D'un caractère aventureux, il est attiré par l'exploration et les voyages lointains. De 1867 à 1869, il parcourt les États-Unis, l'Amérique centrale (Mexique) et les Antilles. Il est notamment employé aux chemins de fer de Chicago à Cheyenne, descend le Mississipi jusqu'à La Nouvelle-Orléans et traverse le Texas. En 1869, il visite en Afrique du nord les villes portuaires marocaines et algériennes. D'Oran, il entreprend des randonnées loin dans le Touat à l'intérieur du Sahara algérien encore très peu exploré.

Rentré en Autriche en 1869, il participe aux travaux de l'Observatoire de Vienne pour se perfectionner dans l'emploi des instruments d'observation astronomiques. Il travaille ensuite au service de l'Institut météorologique de Vienne. En 1872, il obtient le diplôme de docteur en philosophie après la rédaction de sa thèse « La Religion et la Morale au regard de l'Histoire ». En 1875, il devient le rédacteur en chef de la revue de la Société géographique de Vienne ( Mitteilungen der Wiener Geographischen Gesellschaft ). Il est également l'auteur de nombreux ouvrages et cartes à caractère astronomique ou géographique en Amérique, Afrique et Asie centrale. En 1878, il participe à la rédaction de la bibliographie polaire parue à Vienne qui reprend 6617 titres d'ouvrages, cartes et articles sur les régions polaires.
Ces publications attirent l'attention du roi Léopold II de Belgique et de l'Association internationale africaine. L'Institut national de géographie de Bruxelles l'engage et le charge d'une mission scientifique en Afrique centrale avec pour objectif de dresser une carte du fleuve Congo depuis son embouchure jusqu'au Stanley Pool. Accompagné du Dr. Eugen Zintgraff de Berlin, ils partent de Bruxelles en février 1884 à bord du Korisco et parviennent à Banana au Congo le 23 avril. À Boma, ils se procurent un canot indigène et dix hommes pour explorer le Bas-Congo. Chavanne et son adjoint parcourent les environs de Nsumba et vont jusqu'au plateau d'Yellala. Après être tombé malade, Chavanne établit son quartier général à N'Kongolo, un peu en aval de Vivi. Il entreprend les travaux de triangulation entre Punta da Lenha et Boma, détermine les positions géographiques de Boma et de Banana, en dresse le plan et installe un observatoire météorologique à Boma. Grâce à ses relevés, il établit la première carte du cours inférieur du fleuve Congo qui est publiée par l'Institut national de géographie de Bruxelles.
Il réunit de riches collections ethnographiques et photographiques. Après être de nouveau tombé malade, il rentre à Bruxelles en janvier 1885. En avril 1885, il reprend le chemin de l'Afrique, chargé par un syndicat de négociants anversois de fonder au Congo une factorerie belge et d'y établir des plantations mais les essais de culture seront abandonnés, la nature du terrain s'y prêtant mal.
En 1887, en proie à des difficultés familiales et pécuniaires, il s'établit à Buenos Aires où il est engagé par la nouvelle administration des voies navigables de l'Argentine. Il publie des ouvrages à caractère géographique sur l'Argentine jusqu'à son décès le 7 décembre 1902 à Buenos Aires .

## Hommages
Une « rue Chavanne » à Charleroi porte le nom de famille de l'aïeul, le colonel Jean Chavanne né à Charleroi.
Le « cap Chavanne » en Antarctique a été baptisé en l'honneur de Joseph Chavanne.

## Galerie

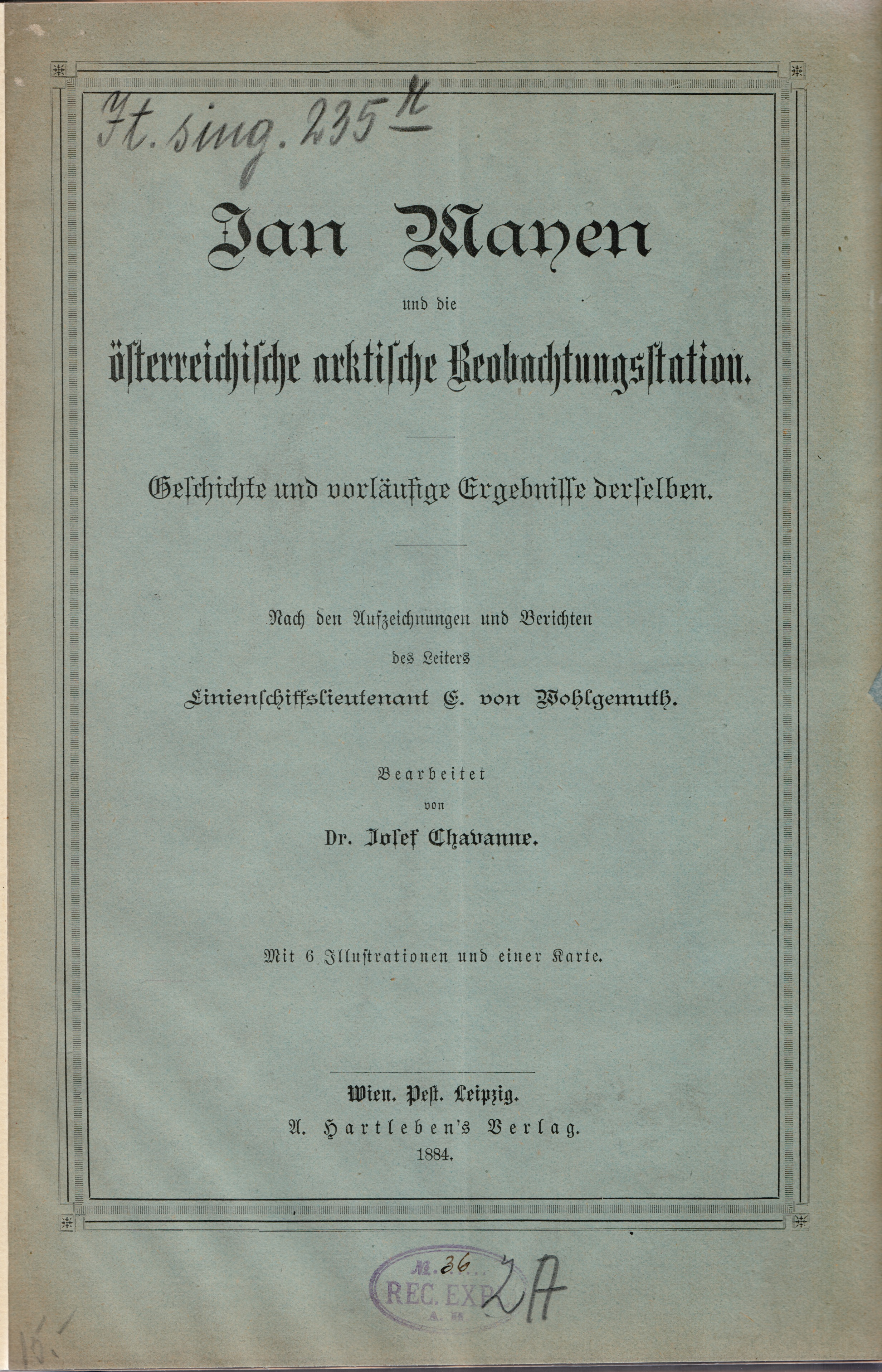
Couverture de livre
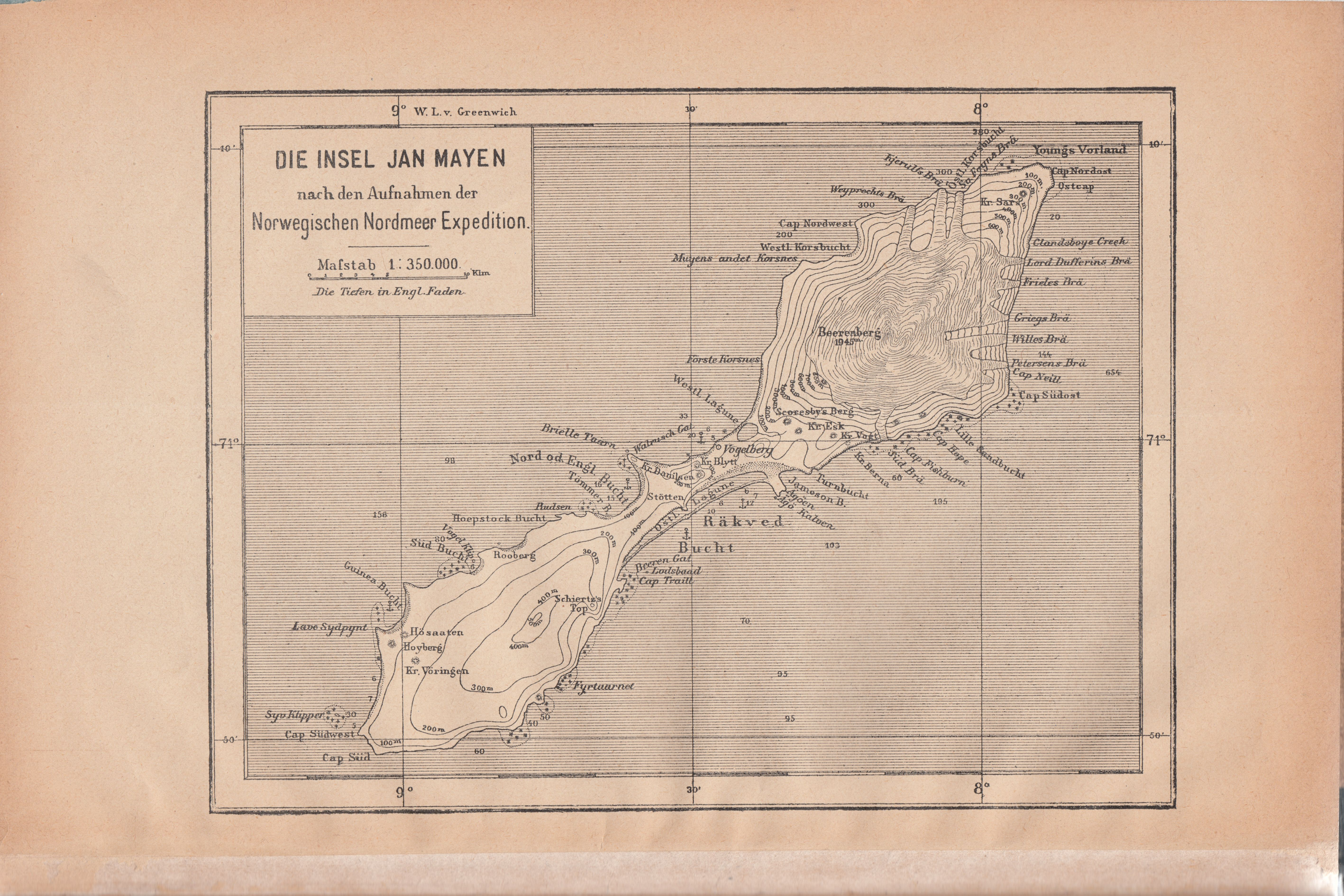
Carte de l'île Jan Mayen
Carte d'Asie centrale (1880)
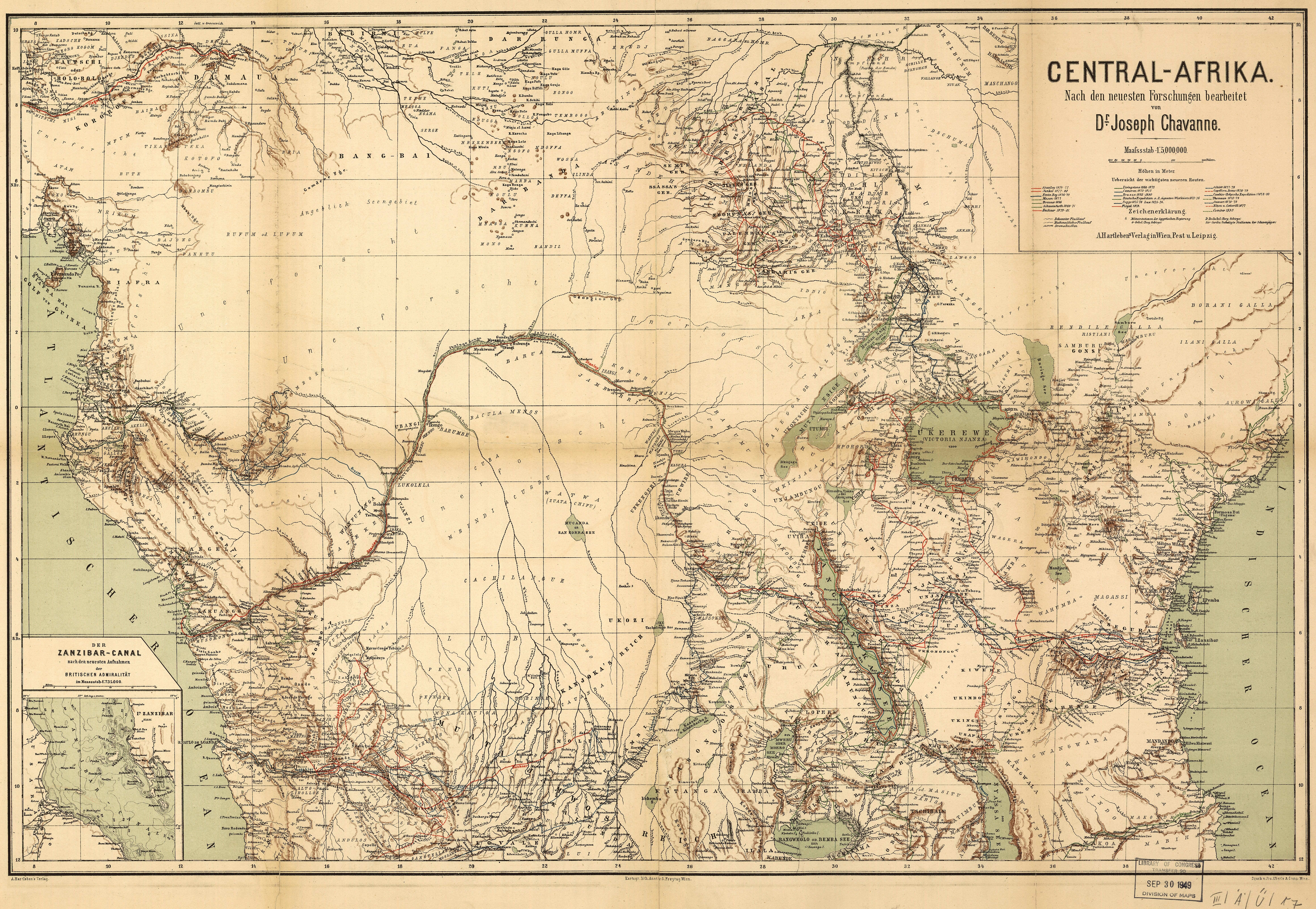
Carte d'Afrique centrale
Carte de l'Afrique par Josef Chavanne
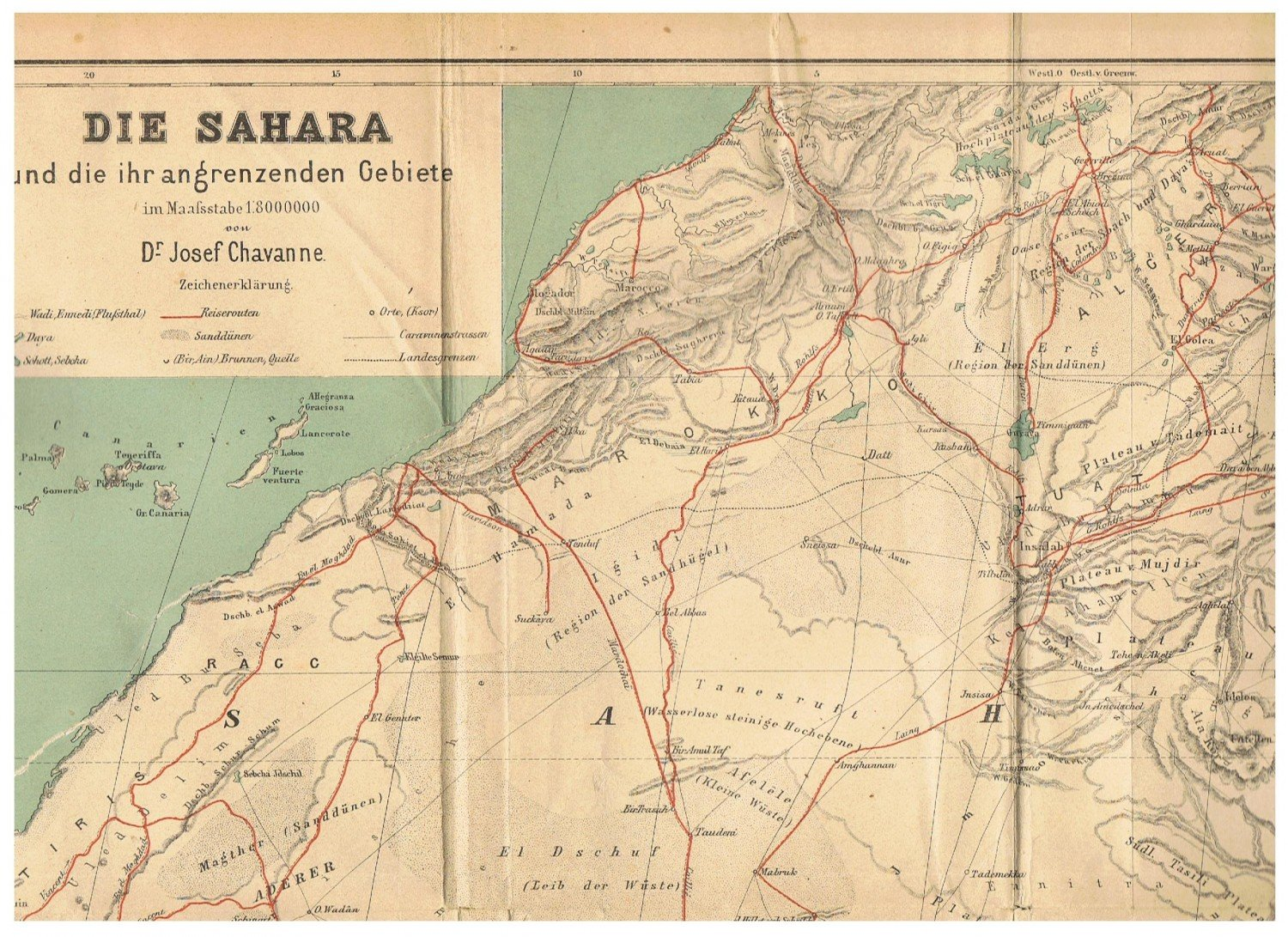
Carte du Sahara
Carte physique de la république argentine
Carte de l'Amérique centrale et des Antilles